# 薩吉理安
在托爾金（J. R. R. Tolkien）的小說的中土大陸，薩吉理安（Thargelion）是貝爾蘭（Beleriand）的其中一個地區。
薩吉理安的字面意思是「蓋林河以外」（beyond Gelion），薩吉理安位於蓋林河（Gelion）以東、阿斯卡河以北，故薩吉理安並不是歐西瑞安（Ossiriand）的一部分。
諾多精靈（Noldor）動亂後，費諾（Fëanor）之子卡蘭希爾（Caranthir）佔有薩吉理安，從此，薩吉理安亦稱為多卡蘭希爾 Dor Caranthir（卡蘭希爾之地）。
哈麗絲族（House of Haleth）曾短暫居住在薩吉理安，但後來幾乎被半獸人消滅。